# 회 (시호)
회(懷)는 시호에 쓰이는 글자다. 《일주서》 〈시법해〉에는 집의양선(執義揚善), 자인단절(慈仁短折)을 일컫는다 했다.

## 회황제
- 촉한 회제
- 서진 회제
- 북요 회제

## 회왕
- 초 회왕
- 전한 양 회왕 유읍
- 전한 제 회왕 유굉
- 전한 초 회왕 유문
- 전한 조 회왕 유존
- 전한 중산 회왕 유순
- 전한 고밀 회왕 유관
- 후한 홍농 회왕 유변

## 회공
- 진 회공
- 진 회공
- 진 회공
- 위 회공

## 회후
- 후한 순양 회후 유가

## 회자
- 난 회자 영